# Orde van Verdienste van Adolf van Nassau
De Hertogelijk Nassausche Militaire en Civele Orde van Verdienste van Adolph van Nassau, later in Groothertogelijk Luxemburgse Militaire en Civiele Orde van Verdienste van Adolph van Nassau omgedoopt werd op 8 mei 1858 door Adolf hertog van Nassau, de latere Adolf van Luxemburg, gesticht als Herzoglich Nassauischer Militär- und Civil-Verdienstorden Adolphs von Nassau. De Franse naam is Ordre de Mérite civil et militaire d'Adolphe de Nassau.
De orde werd naar de in 1292 tot keizer van het Heilige Roomse Rijk gekozen Adolf van Nassau, een voorouder van de Ottoonse en Walramse linies van het Huis Nassau, genoemd.
De Orde werd in 1866, na de annexatie van Nassau door Pruisen, afgeschaft. Hertog Adolf ging in ballingschap in Beieren en Oostenrijk en protesteerde in een brief aan de Europese regeringen en koningen tegen de annexatie die hij als onwettig beschouwde. Hertog Adolf bleef de versierselen van zijn twee ridderorden ook in ballingschap uitreiken. In 1890 toen Adolf dankzij de Erneuerte Nassauische Erbverein uit 1783 zijn verre verwant Willem III der Nederlanden als groothertog van Luxemburg opvolgde werd de orde van Verdienste van Adolf van Nassau als groothertogelijke huisorde van de Nassaus deel van het Luxemburgse decoratiestelsel. Formeel is de orde van Verdienste van Adolf van Nassau geen Luxemburgse orde maar de orde wordt bij staatsbezoeken geregeld uitgereikt. Onder de gedecoreerden bevond zich Winston Spencer Churchill en prinses Margriet der Nederlanden is Grootkruis in de Orde van Verdienste van Adolf van Nassau. In Luxemburg wordt geen streng onderscheid tussen de huisorden van de regerende vorst en de orden van de Luxemburgse staat gemaakt. Er zijn bronnen die de Orde van Verdienste van Adolf van Nassau een huisorde noemen terwijl andere bronnen benadrukken dat de orde in 1890 een Luxemburgse orde werd.
De Orde dient volgens de statuten ter beloning van "bijzondere verdienste, trouw en aanhankelijkheid" aan het Huis Nassau maar wordt ook voor wetenschappelijke en kunstzinnige verdiensten toegekend. Het is ook een zichtbaar teken van de groothertogelijke hoogachting en wordt om deze reden bij bijvoorbeeld staatsbezoeken aan buitenlanders verleend.
De prinsen van het Huis Nassau zijn geboren ridders maar dragen de Orde pas na verleende toestemming.

## De graden van de Orde
Grootmeester 
De grootmeester van de Orde van Verdienste van Adolf van Nassau, de groothertog of regerend groothertogin van Luxemburg, draagt uit hoofde van die functie geen bijzondere versierselen. Hij draagt wanneer hij dat wenst de versierselen van de orde.
*Grootkruis

De grootkruisen dragen het kruis van de Orde aan een lint over de rechterschouder en een ster op de linkerborst.

*Commandeur der Eerste Klasse

Deze aan grootofficieren gelijk te stellen commandeurs dragen een kruis aan een lint om de hals en een zilveren kruis of plaque van de Orde op de linkerborst.
 Dames dragen hun versiersel aan een iets smaller lint.
*Commandeur der Tweede Klasse

Zij dragen een kruis aan een lint om de hals.
 Dames dragen hun versiersel aan een strik van het lint op de linkerschouder.
*Ridder der Vierde Klasse

Zij dragen een kruis met of zonder kroon aan een lint met rozet op de linkerborst.
Dames dragen hun versiersel aan een strik van het lint op de linkerschouder.
*Ridder der Vijfde Klasse

Zij dragen een kruis met of zonder kroon aan een lint op de linkerborst.
Dames dragen hun versiersel aan een strik van het lint op de linkerschouder.
Al de bovenstaande versierselen, kruisen en sterren, worden met of zonder zwaarden in de armen van het kruis of op de ster toegekend.
Dames dragen hun versiersel aan een strik van het lint op de linkerschouder.
- Dragers van het Zilveren Kruis met de Zwaarden

Zij dragen een zilveren kruis zonder emaille en zonder kroon aan een lint op de linkerborst.
Dames dragen hun kruis aan een strik van het lint op de linkerschouder.
- Dragers van de Medaille voor Wetenschap in Goud

Zij dragen een gouden medaille zonder kroon aan een lint op de linkerborst.
Dames dragen hun medaille aan een strik van het lint op de linkerschouder.
*Dragers van de Medaille voor Wetenschap in Zilver

Zij dragen een zilveren medaille zonder kroon aan een lint op de linkerborst.

Dames dragen hun medaille aan een strik van het lint op de linkerschouder.
*Dragers van de Medaille in Brons

Zij dragen een bronzen medaille zonder kroon aan een lint op de linkerborst.

Dames dragen hun medaille aan een strik van het lint op de linkerschouder.

## De versierselen van de Orde
Het kruis van de orde is een achtpuntig gouden of verguld zilveren Kruis van Malta met gouden ballen op de acht punten en een gevoerde maar niet geëmailleerde gouden beugelkroon als verhoging. De verbinding tussen kruis en verhoging bestaat uit twee gouden ringen. De verbinding tussen kroon en lint is een grotere gouden ring. Bij de kruisen zonder verhoging wordt deze grote gouden ring aan het kruis bevestigd.
Op het witte kruis is een rond wit medaillon gelegd met een gouden gekroonde gotische "A", het monogram "A" van de stichter. Op de blauwe ring rond het medaillon staat onderaan "VIRTUTE" (Latijn: "Verdienste") terwijl de rest van de ring met gouden lauwertakken is versierd. Op de keerzijde staan de jaartallen 1292 en 1858.
De iets ovale ster is van zilver en heeft acht punten. De stralen zijn niet bewerkt. Op het centrum van de ster is een medaillon aangebracht met een witte geëmailleerde ring met onderaan het woord "VIRTUTI" in gouden letters en twee lauwertakken.
Het lint van de Orde van Verdienste van Adolf van Nassau is blauw met smalle oranje biesen.
Het lint van een Grootkruis is volgens de traditie vijf vingers oftewel 10 centimeter breed. De linten van de commandeurs zijn drie vingers breed en het lint van de ridders is twee vingers breed. Blauw (Nassaublauw) is de heraldische kleur van het Huis Nassau.
In 1992 is tijdens het staatsbezoek van de groothertog en groothertogin aan Nederland, aan Peter Beaujean, de toenmalige major domo (hoofd interne dienst) van koningin Beatrix het ridderkruis der vierde klasse verleend.

## De Medaille voor Kunst en Wetenschap verbonden aan de Orde van Verdienste van Adolf van Nassau
Duitse vorsten verbonden aan hun orden vaal speciale medailles om de beoefenaars van kunst en wetenschappen te kunnen eren en zo hun patronage van de cultuur zichtbaar te maken. Kunstenaars, met name toneelspelers en actrices, waren niet helemaal "salonfähig" en konden daarom niet zonder meer in een ridderorde worden opgenomen. De medaille voor Kunst en Wetenschap wordt aan het lint van de orde gedragen. Op de voorzijde van de ronde gouden of zilveren medaille staat het op een krans gelegde versiersel van de orde afgebeeld.
Op de keerzijde staat "ARTIBVS ET SCIENTIIS" binnen een lauwerkrans.
Heren dragen de medailles op de linkerborst. De Dames dragen deze medailles aan een strik op de linkerschouder.

## Het Erekruis voor Dames
In de 19e eeuw was het nog geen uitgemaakte zaak dat een dame in een ridderorde kon worden opgenomen. Zij konden om logische en taalkundige redenen als vrouw immers geen "ridder" zijn. Daarom werden in een aantal moderne orden de graad van een eredame of erekruis voor Dames opgenomen. In Nederland werd de graad van eredame ook in de Huisorde van Oranje ingevoerd.
De Dame d'Honneur stond als rang of graad van de orde buiten de gebruikelijke hiërarchie. Dat betekende dat men protocolair vrij was om dit versiersel aan allerlei dames in uiteenlopende functies en van uiteenlopende maatschappelijke achtergrond, rang en stand kon uitreiken zonder dat iemand zich bezwaard hoefde te voelen omdat haar een te lage onderscheiding werd uitgereikt. Dergelijke kwesties spelen in het diplomatieke protocol een grote rol.
Het Erekruis voor Dames van de Orde van Verdienste van Adolf van Nassau is qua vorm gelijk aan de ridderkruisen maar het is veel kleiner dan die kruisen. Het is zo groot als het Gouden of Zilveren Kruis van Verdienste. De eredames dragen het geëmailleerde gouden kruisje aan een strik op de linkerschouder.

## De kruisen en medailles verbonden aan de Orde van Verdienste van Adolf van Nassau
Aan de orde zijn twee kruisen en drie medailles verbonden. In de zeer standsbewuste 19e eeuw was het ondenkbaar om een onderofficier, een lakei of iemand "die met zijn handen werkt" in een ridderorde op te nemen. Daarom werden aan de orden in veel gevallen medailles en kruisen verbonden waarvan het bezit iemand niet tot Ridder of Lid van een ridderorde maakte.
Dergelijke medailles werden tijdens officiële bezoeken en staatsbezoeken aan het lagere personeel van de gastheer toegekend.
De kruisen worden in goud en zilver uitgereikt. Militairen ontvangen de kruisen net als de ridders met zwaarden tussen de armen. In dit geval zijn de zwaarden van het met het kruis corresponderende metaal. Men draagt het opvallend kleine kruis aan het lint van een ridderkruis in de orde.
Het kruis is een achtpuntig kruis van Malta met op de acht punten gouden of zilveren ballen. Op de bovenste kruisarm ligt een iets grotere ronde bal of kogel waar de ring doorheen wordt gehaald. In het niet geëmailleerde centrale medaillon is een gekroond monogram "A" aangebracht binnen een ring met het woord "VIRTUTI" en een krans van lauweren.
Op het medaillon op de keerzijde staat de jaartallen "1292" en "1858".
Dames in uniform dragen hun kruis aan een lint op de linkerschouder. Dames in civiele kleding dragen hun kruis aan een strik van het lint op de linkerschouder.
De ronde medaille draagt aan de voorzijde het portret van Groothertog Adolf met rondschrift "ADOLPHUS MAGNUS DUX LUXEMBURGI NASSOVIÆ DUX". Op de keerzijde staat "VIRTVTI" binnen een eikenkrans. Het ontwerp is van de Fransman Félix Rasumny (1869-1940).
De medailles worden verleend in goud, zilver en Brons. Dames in uniform dragen hun medaille aan een lint op de linkerschouder. Dames in civiele kleding dragen hun medaille aan een strik van het lint op de linkerschouder. Bovenaan de medaille is een ronde bal of kogel waar de ring doorheen wordt gehaald. Ze worden aan het lint van de orde gedragen.

## De "Palm 1940-1945"
Luxemburg werd in mei 1940 door Duitsland bezet en geannexeerd. De bevolking heeft zich daartegen verzet. Na de Tweede Wereldoorlog werd voor bijzondere verdiensten een zilveren palm ingesteld die op het lint van de Orde van Verdienste van Adolf van Nassau werd gedragen. Commandeurs, grootofficieren-grootkruisen kunnen voor een dergelijke palm moeilijk een plek op hun lint vinden en ontvangen na het toekennen van de Palm een additioneel officierskruis. De palm wordt boven of onder de rozet op het lint aangebracht.

## Draagwijze
| Batons van de Orde van Verdienste van Adolf van Nassau | Batons van de Orde van Verdienste van Adolf van Nassau | Batons van de Orde van Verdienste van Adolf van Nassau | Batons van de Orde van Verdienste van Adolf van Nassau |
| ------------------------------------------------------ | ------------------------------------------------------ | ------------------------------------------------------ | ------------------------------------------------------ |
| Grootkruis                                             | Grootofficier                                          | Commandeur                                             | Commandeur of Erekruis voor Dames                      |
| Officier met de Kroon                                  | Officier                                               | Ridder met de Kroon                                    | Ridder                                                 |

## Galerij

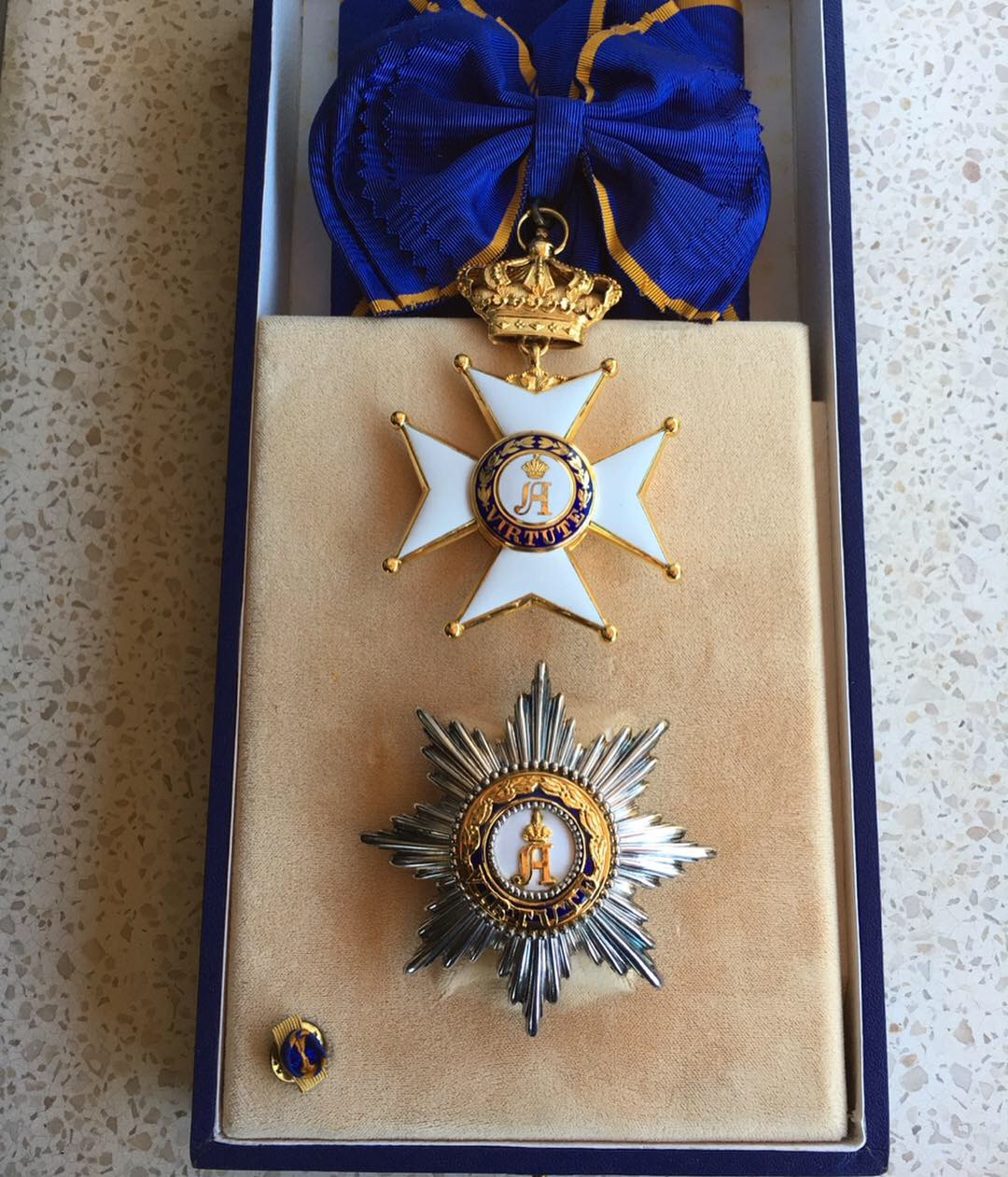
Ster en juweel van de Orde van Adolph van Nassau
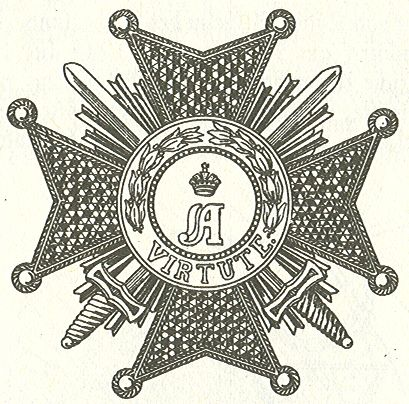
Plaque van een Commandeur der Eerste Klasse in de Orde van Adolph van Nassau
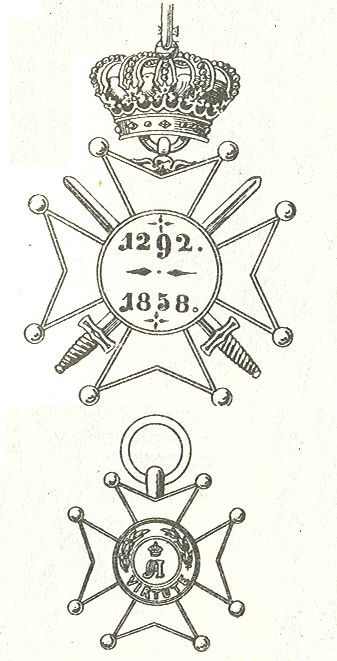
Keerzijde van de kruisen en Kruis der Vierde Klasse
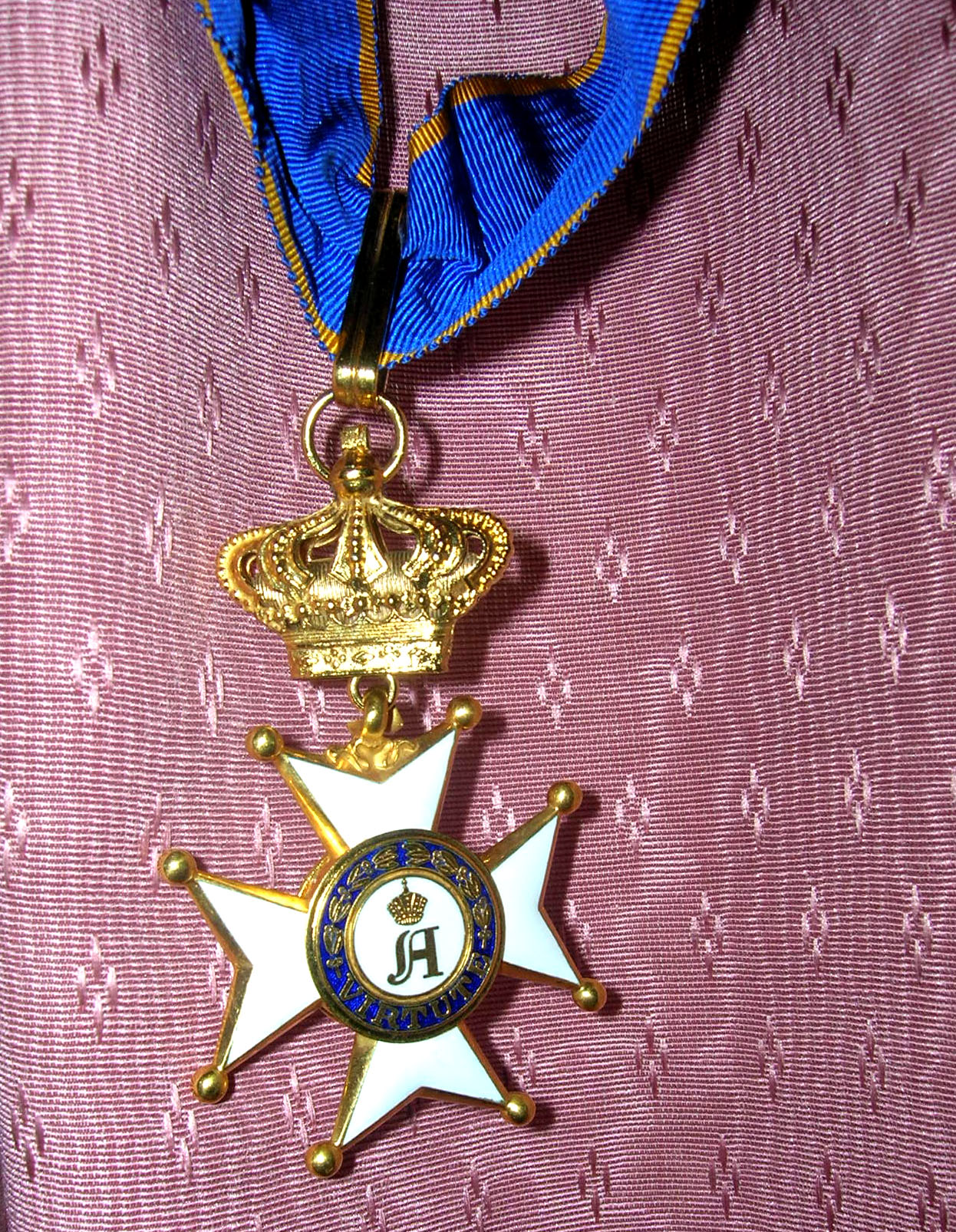
Commandeurskruis
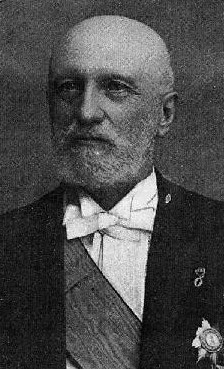
Mathias Mongenast met ster en grootlint